# TXNL4B
TXNL4B‏ (Thioredoxin like 4B) هوَ بروتين يُشَفر بواسطة جين TXNL4B في الإنسانTXNL4B (Thioredoxin-like 4B) هو بروتين يُشفَّر بواسطة جين **TXNL4B** في البشر. ينتمي إلى عائلة البروتينات المرتبطة بالثيوريدوكسين، وهي عائلة من البروتينات التي تلعب دورًا مهمًا في تنظيم العمليات الخلوية المرتبطة بالأكسدة والاختزال (redox). البروتينات المرتبطة بالثيوريدوكسين تعمل بشكل أساسي كمضادات أكسدة تساعد في الحفاظ على توازن الأكسدة داخل الخلايا، ما يساهم في حماية الخلايا من الضرر الناتج عن الإجهاد التأكسدي.
على الرغم من أن الوظائف المحددة لـ TXNL4B لم يتم دراستها على نطاق واسع مقارنة بأعضاء آخرين في عائلة الثيوريدوكسين، يُعتقد أن لها دورًا في عمليات بيولوجية متنوعة، بما في ذلك تنظيم استجابة الخلايا للإجهاد والمشاركة في مسارات التأشير الخلوي.
قد تكون هناك صلة محتملة بين تعبير هذا البروتين وبعض الأمراض أو الحالات المرتبطة بالإجهاد التأكسدي أو اختلال توازن الأكسدة، ولكن المزيد من الأبحاث قد تكون ضرورية لتوضيح وظائفه بشكل دقيق..